# لا فايد ي بارايوس
بلدية لا فايد ي بارايوس (بالإسبانية: La Vid y Barrios)‏, هي إحدى بلديات مقاطعة برغش, التي تقع في منطقة قشتالة وليون, والتي تقع في شمال غرب إسبانيا.
يبلغ عدد سكانها 325 نسمة وفقاً لإحصائية سنة (2002).